# Hillia acronyctina
Hillia acronyctina là một loài bướm đêm trong họ Noctuidae.